# Premio Antonio Camuñas de Arquitectura
Il Premio Antonio Camuñas de Arquitectura era un premio attribuito dalla Fondazione Antonio Camuñas tra il 1985 e il 2006 al fine di riconoscere l'impegno di un architetto spagnolo che, per il suo percorso professionale, per le opere e per le innovazioni introdotte nel campo dell'architettura, si sia reso meritevole di riconoscimento e gratitudine. Per mezzo di questo premio di frequenza per lo più biennale, la fondazione riconosceva e valorizzava la valentia professionale degli architetti spagnoli che godevano di una vasta e brillante carriera.

## Vincitori
- 1985: Félix Candela
- 1987: Julio Cano Lasso
- 1989: Francisco Javier Sáenz de Oiza
- 1991: Fernando Chueca Goitia
- 1993: Alejandro de la Sota
- 1995: Rafael de La-Hoz Arderius
- 1997: Miguel Fisac
- 1999: Luis Peña Ganchegui
- 2001: José Luis Picardo Castellón
- 2002: Javier Carvajal Ferrer
- 2004: José Antonio Corrales
- 2006: Francesc Mitjans Miró